# Chlorostilbon swainsonii
Chlorostilbon swainsonii е вид птица от семейство Колиброви (Trochilidae).

## Разпространение
Видът е разпространен в Доминиканската република и Хаити.